# March for Science

Veranstaltungsorte des March for Science in Deutschland, angeordnet in Anlehnung an das Periodensystem der Elemente

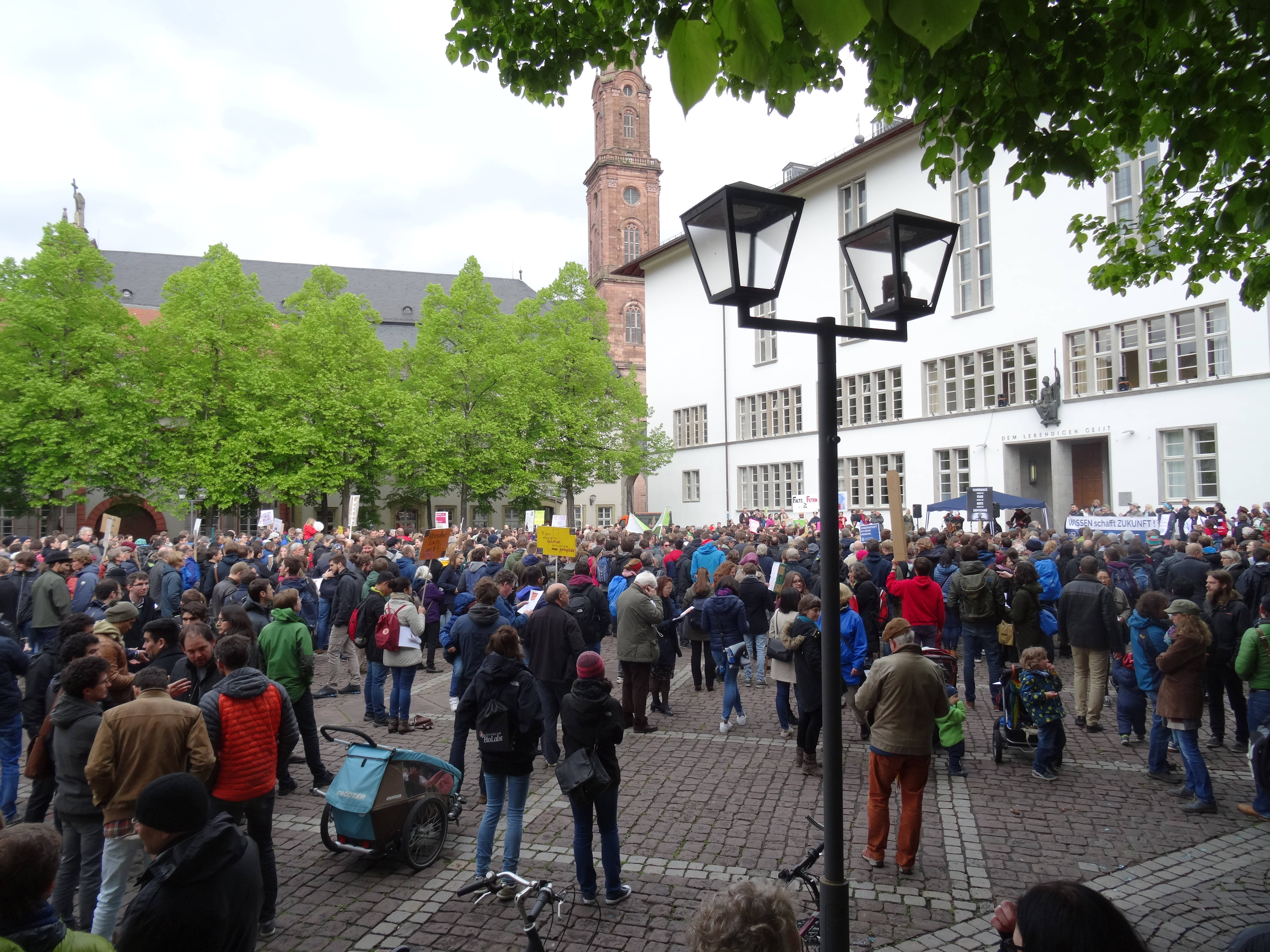
Über 1000 Aktive beim March for Science in Heidelberg, hier bei der Abschlusskundgebung auf dem Universitätsplatz vor der Neuen Universität

Der March for Science (englisch für „Marsch für die Wissenschaft“ oder „Marsch für die Naturwissenschaft“) oder Science March war eine internationale Großdemonstration für den Wert von Forschung und Wissenschaft und gegen „alternative Fakten“ und die Etablierung einer „postfaktischen Ära“. Sie fand unter dem Motto Science, not Silence („Wissenschaft, nicht Schweigen“) erstmals am 22. April 2017 (Tag der Erde) in mehr als 600 Städten weltweit statt, mit der Hauptveranstaltung in Washington, D.C. Ziel war es, auf die zunehmende Einschränkung der Wissenschaft weltweit hinzuweisen, wie beispielsweise in den USA, der Türkei oder Ungarn, und auf die Bedeutung der Wissenschaft für die Gesellschaft aufmerksam zu machen. Ein zweiter, ebenfalls weltweit organisierter March for Science, wurde am 14. April 2018 abgehalten.
Auslöser der Bewegung waren wissenschaftsfeindliche Äußerungen und Maßnahmen der Regierung Donald Trumps. Trump hatte unter anderem die globale Erwärmung als Schwindel bezeichnet, versprochen, eine Vielzahl von Umweltschutzmaßnahmen abzuschaffen, und starke Kürzungen für Forschungseinrichtungen wie die US-Gesundheitsbehörde oder die Umweltschutzbehörde EPA angekündigt. In Deutschland richteten sich die Motive der Marsch-Teilnehmer weniger gegen die US-Regierung als vielmehr allgemein gegen Populismus und „postfaktisches Denken“ sowie insbesondere für mehr wissenschaftliche Evidenz in Debatten und bei politischen Entscheidungen.

## Geschichte
Die Idee zum March for Science entstand in Reaktion auf eine Meldung bei Reddit Ende Januar 2017, dass das Weiße Haus unter Donald Trump alle Informationen zum Klimawandel von seiner Website gelöscht habe. Dies führte zu einer Diskussion, bei der ein Benutzer kommentierte: „There needs to be a Scientists’ March on Washington.“ (deutsch etwa: „Es sollte eine Demonstration von Wissenschaftlern in Washington geben“). Innerhalb weniger Stunden entstand daraus eine Webseite, eine Facebook-Seite sowie ein Twitter-Profil, innerhalb weniger Tage entstanden Initiativen in anderen Städten in den USA und weltweit.

## Beteiligte Städte
Weltweit fand der Marsch in mehr als 600 Städten statt: Am „Muttermarsch“ in den USA in Washington, D.C. fanden sich bereits zu Beginn des Marsches ca. 40.000 Personen zusammen, in Chicago beispielsweise ebenfalls ca. 40.000 Menschen und in Los Angeles rund 12.000. In Australien demonstrierten über 10.000 Menschen, davon 3.000 in Sydney, in London etwa 12.000, in Paris hatte die Demonstration rund 5.000 Teilnehmer. In Wien (Österreich) gingen zwischen 1.600 und 3.000 Menschen auf die Straße.
In Deutschland fand der Marsch in 22 Städten statt: Berlin, Bonn/Köln, Dresden, Espelkamp, Frankfurt am Main, Freiburg im Breisgau, Göttingen, Greifswald, Hamburg, Heidelberg, Jena, Kassel, Koblenz, Kiel, Leipzig, München, Münster, Rostock, Stuttgart, Trier und Tübingen, darunter mit etwa 70 Teilnehmern auch auf der Insel Helgoland. Dabei gingen insgesamt 37.000 Menschen auf die Straße. An der größten Demonstration in Berlin nahmen etwa 11.000 Menschen teil, während in München circa 5.000 Personen auf die Straße gingen. In Freiburg nahmen laut Angabe der Polizei etwa 2.500 Personen teil, in Heidelberg 1.800, 2.000 in Hamburg, in Frankfurt am Main mehr als 2.500 sowie in Bonn ungefähr 1.500.

## Unterstützer
Der March for Science wird international von zahlreichen wissenschaftlichen Organisationen und bekannten Einzelpersonen unterstützt. Dazu gehören in Deutschland unter anderem die Alexander von Humboldt-Stiftung, der Deutsche Hochschulverband, der Deutsche Akademische Austauschdienst, die Fraunhofer-Gesellschaft, die Hochschulrektorenkonferenz, der Wissenschaftliche Beirat der Bundesregierung Globale Umweltveränderungen, zahlreiche Universitäten, Bundesaußenminister Sigmar Gabriel, sowie einige Nobelpreisträger (unter anderem Gerhard Ertl, Wolfgang Ketterle, Klaus von Klitzing, Erwin Neher, Horst Ludwig Störmer). Auch die Gesellschaft zur wissenschaftlichen Untersuchung von Parawissenschaften unterstützte den March for Science.

## Rezeption

### Deutschland
Peter Strohschneider, der Präsident der Deutschen Forschungsgemeinschaft (DFG), sprach im Vorfeld des Marsches Ende Februar unterstützend von einem „Angriff auf die Modernität der Gesellschaft“, die von der amerikanischen Forschungspolitik unter Präsident Trump ausginge. Reinhard Hüttl, Wissenschaftlicher Vorstand des Deutschen GeoForschungsZentrums Potsdam sowie Vizepräsident der Helmholtz-Gemeinschaft Deutscher Forschungszentren schrieb in einem Gastkommentar für den Tagesspiegel Anfang März unter anderem: „Zugleich aber muss die Forschung selbst klarmachen, dass sie es ist, die wissenschaftliche Optionen für faktenbasierte Entscheidungen bereitstellt. Es ist jedoch nicht Aufgabe der Wissenschaft und auch nicht des Journalismus, diese Entscheidungen zu treffen. Es ist die Aufgabe der relevanten Entscheidungsträger. Hierfür ist der informierte Diskurs von zentraler Bedeutung. Wichtig ist, dass wir für unsere Methoden und unsere Überzeugungen einstehen müssen.“
Eine der Hauptorganisatorinnen, Tanja Gabriele Baudson, wurde vom Deutschen Hochschulverband für ihre Leistung als „Hochschullehrerin des Jahres“ ausgezeichnet.

### USA
Einzelne Wissenschaftler hatten im Vorfeld Kritik am March for Science geübt. Er würde dazu beitragen, Wissenschaft zu trivialisieren und politisieren, und das Narrativ der Skeptiker eher verstärken, dass es sich bei Wissenschaftlern um eine politische Interessengruppe handelt. Man solle lieber direkt mit den Personen sprechen, die keine Wissenschaftler kennen und nicht verstehen, in welchem Ausmaß die globale Erwärmung sich bereits jetzt auf ihr Leben auswirkt. Zudem lenke der Science March von den wesentlichen Problemen ab, mit denen die Wissenschaft zu tun hat. So zum Beispiel von der Frage, ob Wissenschaft zu mehr sozialer Ungleichheit führt, weil nur Wohlhabende dafür bezahlen können, oder von dem Problem mangelnder Reproduzierbarkeit vieler Ergebnisse.
Das Weiße Haus in Washington reagierte nicht auf eine Aufforderung zur Stellungnahme, US-Präsident Trump veröffentlichte allerdings eine Erklärung über sein Herangehen an Umweltfragen: „Meine Verwaltung reduziert unnötige Belastungen für amerikanische Arbeiter und amerikanische Unternehmen, während wir uns bewusst sind, dass unsere Handlungen auch die Umwelt schützen müssen“, „Peinlich genaue Wissenschaft ist entscheidend für die Bemühungen meiner Regierung, die beiden Ziele des Wirtschaftswachstums und des Umweltschutzes zu erreichen“. Sein Tross musste mehrere Demonstranten passieren, als er auf dem Weg zum Walter-Reed-Militärkrankenhaus außerhalb von Washington war.

## Weblinks

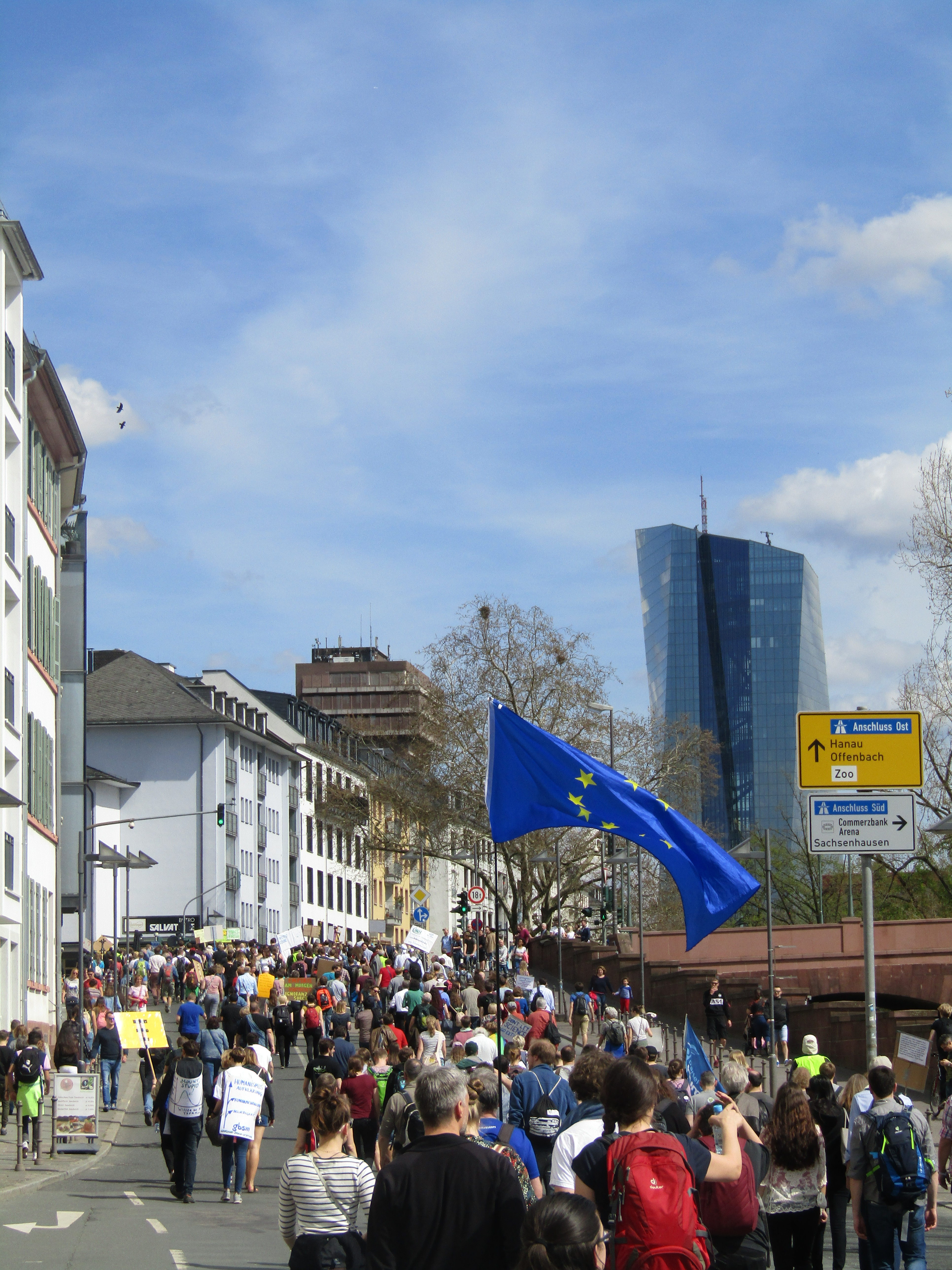
March for Science in Frankfurt am Main
(April 2018)